# Willy Mairesse
Willy Mairesse (Momignies, 1 de octubre de 1928-Ostende, 2 de septiembre de 1969) fue un piloto de automovilismo belga. En Fórmula 1 disputó 13 Grandes Premios y obtuvo 1 podio.

## Resultados

### Fórmula 1
(Clave) (negrita indica pole position) (cursiva indica vuelta rápida)

| Año         | Escudería                  | 1       | 2       | 3       | 4       | 5       | 6       | 7     | 8       | 9     | 10  | Pos. | Puntos |
| ----------- | -------------------------- | ------- | ------- | ------- | ------- | ------- | ------- | ----- | ------- | ----- | --- | ---- | ------ |
| 1961        | Scuderia Ferrari SpA SEFAC | ARG     | MON     | 500     | NED     | BEL Ret | FRA Ret | GBR   | POR     | ITA 3 | USA | 15.º | 4      |
| 1961        | Equipe Nationale Belge     | MON     | NED     | BEL Ret |         |         |         |       |         |       |     | NC   | 0      |
| 1961        | Team Lotus                 |         |         |         | FRA Ret | GBR     |         |       |         |       |     | NC   | 0      |
| 1961        | Scuderia Ferrari SpA SEFAC |         |         |         |         |         | GER Ret | ITA   | USA     |       |     | NC   | 0      |
| 1962        | Scuderia Ferrari SpA SEFAC | NED     | MON 7   | BEL Ret | FRA     | GBR     | GER     | ITA 4 | USA Ret | RSA   |     | 14.º | 3      |
| 1963        | Scuderia Ferrari SpA SEFAC | MON Ret | BEL Ret | NED     | FRA     | GBR     | GER Ret | ITA   | USA     | MEX   | RSA | NC   | 0      |
| 1965        | Scuderia Centro Sud        | RSA     | MON     | BEL DNS | FRA     | GBR     | NED     | GER   | ITA     | USA   | MEX | NC   | 0      |
| Referencia: |                            |         |         |         |         |         |         |       |         |       |     |      |        |